# ترنت لاکت
ترنت لاکت (انگلیسی: Trent Lockett؛ زادهٔ ۱۰ دسامبر ۱۹۹۰) بازیکن بسکتبال اهل ایالات متحده آمریکا است.